# Matthew Margeson
Matthew Margeson (Brick Township, 9 juni 1980) is een Amerikaans filmcomponist.
Margeson begon zijn carrière in 2004 als componist bij de muziekstudio Remote Control Productions als assistent van Klaus Badelt waarmee hij onder meer werkte aan de film Catwoman. Als additioneel componist werkte hij voor onder meer de componisten Steve Jablonsky (Transformers: Revenge of the Fallen) en Henry Jackman (X-Men: First Class). Met de laatst genoemde componist heeft Margeson het meest een samenwerking. In 2010 begon hij ook zijn eigen werk te componeren. Een van zijn eerste bekende werken was de filmmuziek voor de film Skyline.

## Filmografie
| Jaar | Titel                                       | Opmerkingen        |
| ---- | ------------------------------------------- | ------------------ |
| 2010 | Lunatics, Lovers & Poets                    |                    |
| 2010 | Burning Palms                               |                    |
| 2010 | Kissing Strangers                           |                    |
| 2010 | Skyline                                     |                    |
| 2013 | Kick-Ass 2                                  | met Henry Jackman  |
| 2014 | Kingsman: The Secret Service                | met Henry Jackman  |
| 2015 | Scouts Guide to the Zombie Apocalypse       |                    |
| 2016 | Eddie the Eagle                             |                    |
| 2016 | Miss Peregrine's Home for Peculiar Children | met Michael Higham |
| 2017 | Rings                                       |                    |
| 2017 | Kingsman: The Golden Circle                 | met Henry Jackman  |
| 2018 | Thuth or Dare                               |                    |
| 2019 | Buffaloed                                   |                    |
| 2019 | Rocketman                                   |                    |
| 2020 | A Babysitter's Guide to Monster Hunting     |                    |
| 2021 | The King's Man                              | met Dominic Lewis  |

## Overige producties

### Computerspellen
| Jaar | Titel                               | Opmerkingen                         |
| ---- | ----------------------------------- | ----------------------------------- |
| 2011 | Carnival Island                     |                                     |
| 2012 | PlayStation All-Stars Battle Royale |                                     |
| 2013 | Knack                               | met James Dooley en Wataru Hokoyama |

### Televisieseries
| Jaar | Titel               | Opmerkingen                |
| ---- | ------------------- | -------------------------- |
| 2011 | Transformers: Prime | 21 afleveringen            |
| 2016 | Wrecked             | 2016-2018, 26 afleveringen |
| 2019 | Into the Dark       | 1 aflevering               |

### Korte films
| Jaar | Titel                            | Opmerkingen       |
| ---- | -------------------------------- | ----------------- |
| 2008 | Web Site Story                   |                   |
| 2011 | Night oF the Living Carrots      |                   |
| 2012 | Puss in Boots: The Three Diablos | met Henry Jackman |

### Additionele muziek
Bij deze filmtitels heeft Margeson enkel aan een muziekstuk gecomponeerd als additioneel componist voor andere filmcomponisten.
| Jaar | Titel                                       | Opmerkingen                  |
| ---- | ------------------------------------------- | ---------------------------- |
| 2008 | Urmel voll in Fahrt                         | voor James Dooley            |
| 2008 | Made of Honor                               | voor Rupert Gregson-Williams |
| 2008 | You Don't Mess with the Zohan               | voor Rupert Gregson-Williams |
| 2009 | Transformers: Revenge of the Fallen         | voor Steve Jablonsky         |
| 2011 | Pirates of the Caribbean: On Stranger Tides | voor Hans Zimmer             |
| 2011 | X-Men: First Class                          | voor Henry Jackman           |
| 2011 | Puss in Boots                               | voor Henry Jackman           |
| 2012 | Man on a Ledge                              | voor Henry Jackman           |
| 2012 | Abraham Lincoln: Vampire Hunter             | voor Henry Jackman           |
| 2012 | Wreck-It Ralph                              | voor Henry Jackman           |
| 2013 | G.I. Joe: Retaliation                       | voor Henry Jackman           |
| 2013 | This Is the End                             | voor Henry Jackman           |
| 2013 | Captain Phillips                            | voor Henry Jackman           |
| 2014 | Captain America: The Winter Soldier         | voor Henry Jackman           |
| 2014 | Into the Woods                              | voor Stephen Sondheim        |
| 2018 | The Predator                                | voor Henry Jackman           |